# Ганская, Эвелина
Эвели́на Констанция Виктория Га́нская (пол. Ewelina Konstancja Wiktoria Hańska, урождённая Ржевуская; 6 января 1805, Погребище, Волынская губерния, Российская империя — 10 апреля 1882, Париж) — польская помещица и русская подданная, жена Оноре де Бальзака.

## Происхождение
Эвелина была четвёртой из семи детей, рождённых в имении Погребище в семье сенатора Адама Ржевуского и его жены Юстины Рдуловской. 
Сестра — Каролина Собаньская, в которую в своё время был влюблён Пушкин. 
Братья - Адам Ржевуский и Генрих Ржевуский/ 
Тётка знаменитой авантюристки Екатерины Радзивилл.

## Первый брак
Её первый муж Вацлав Ганский (1782—1841) - предводитель дворянства на Волыни и кавалер многих орденов, владелец усадебного дома в селе Верховне. Вацлав Ганский был старше Эвелины на 19 лет.

## Отношения с Бальзаком

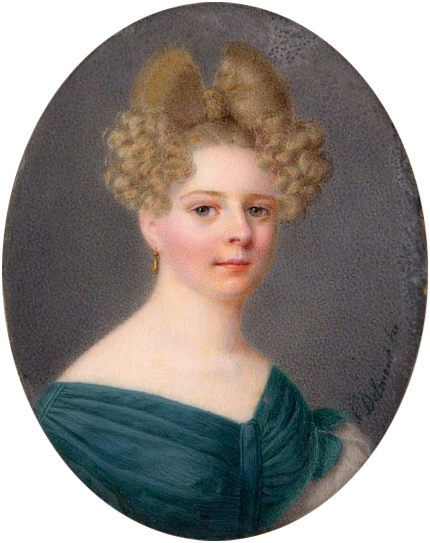
Феликс Дельмон (1794-1867). Портрет Эвелины Ганской. 1837 год

Первое письмо от Эвелины Бальзак получил в 1832 году, оно было датировано 28 февраля и подписано «Чужестранка». Автор письма восхваляла талант Бальзака и слегка критиковала его.
«Ваша душа прожила века, милостивый государь, а между тем меня уверили, что Вы ещё молоды, и мне захотелось познакомиться с Вами… Когда я читала Ваши произведения, сердце моё трепетало; Вы показываете истинное достоинство женщины, любовь для женщины — дар небес, божественная эманация; меня восхищает в Вас восхитительная тонкость души, она-то и позволила Вам угадать душу женщины».
7 ноября пришло второе письмо. Чужестранка не открывала своего имени, но обещала писать регулярно.
Чужестранка просила опубликовать в газете «Котидьен» (единственной, которая была разрешена в России) объявление, подтверждающее получение этого письма. Бальзак выполнил её просьбу, после этого Эвелина раскрыла своё инкогнито. Ей было тридцать два года, хотя она и скрывала свой возраст, всегда отнимая пять лет. Писатель посылал госпоже Ганской письма через гувернантку её дочери в двойном конверте. Впервые Оноре и Эвелина увиделись в октябре 1833 года в Невшателе. Тогда же Бальзак познакомился и с мужем Эвелины — Вацлавом Ганским. Роман в письмах продолжался долгие 10 лет.
Эвелина овдовела в 1841 году, но ещё долго не могла выйти замуж за Бальзака.
По законам Российской империи дать разрешение на вступление в брак с иностранным подданным и на вывоз за границу родового состояния мог дать только сам император Николай I. Только после передачи состояния своей единственной дочери Эвелина смогла выйти вторично замуж.
В 1846 г. Эвелина выдала свою дочь Анну за графа Ежи Мнишека (1822–1881), одного из последних представителей знаменитого польского рода Мнишеков.

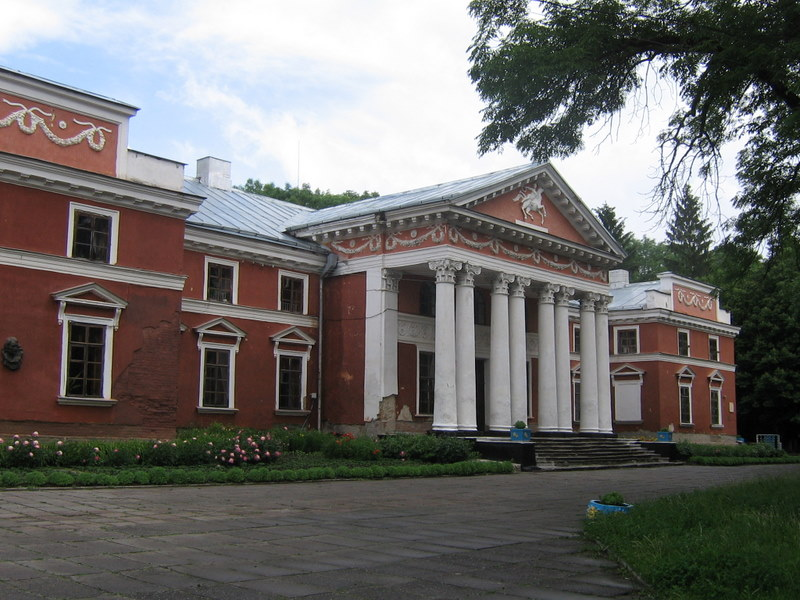
Усадьба Ганских в Верховне

В сентябре 1847 года, несмотря на свою болезнь, Бальзак решил ехать в имение Ганской — Верховню. Однако вскоре вернулся в Париж ни с чем — Ганская отказалась выйти за него замуж. Романист был настойчив: в сентябре 1848 года он вновь посетил Верховню. Теперь это был уже постаревший и очень больной человек. Ганская, увидев беспомощность Бальзака, да и сама уставшая от одиночества, в этот раз решилась на брак.
14 марта 1850 года Бальзак обвенчался с Эвелиной в костёле святой Варвары в Бердичеве, за 5 месяцев до своей кончины, и в тот же день Оноре написал своему близкому другу мадам Карро:

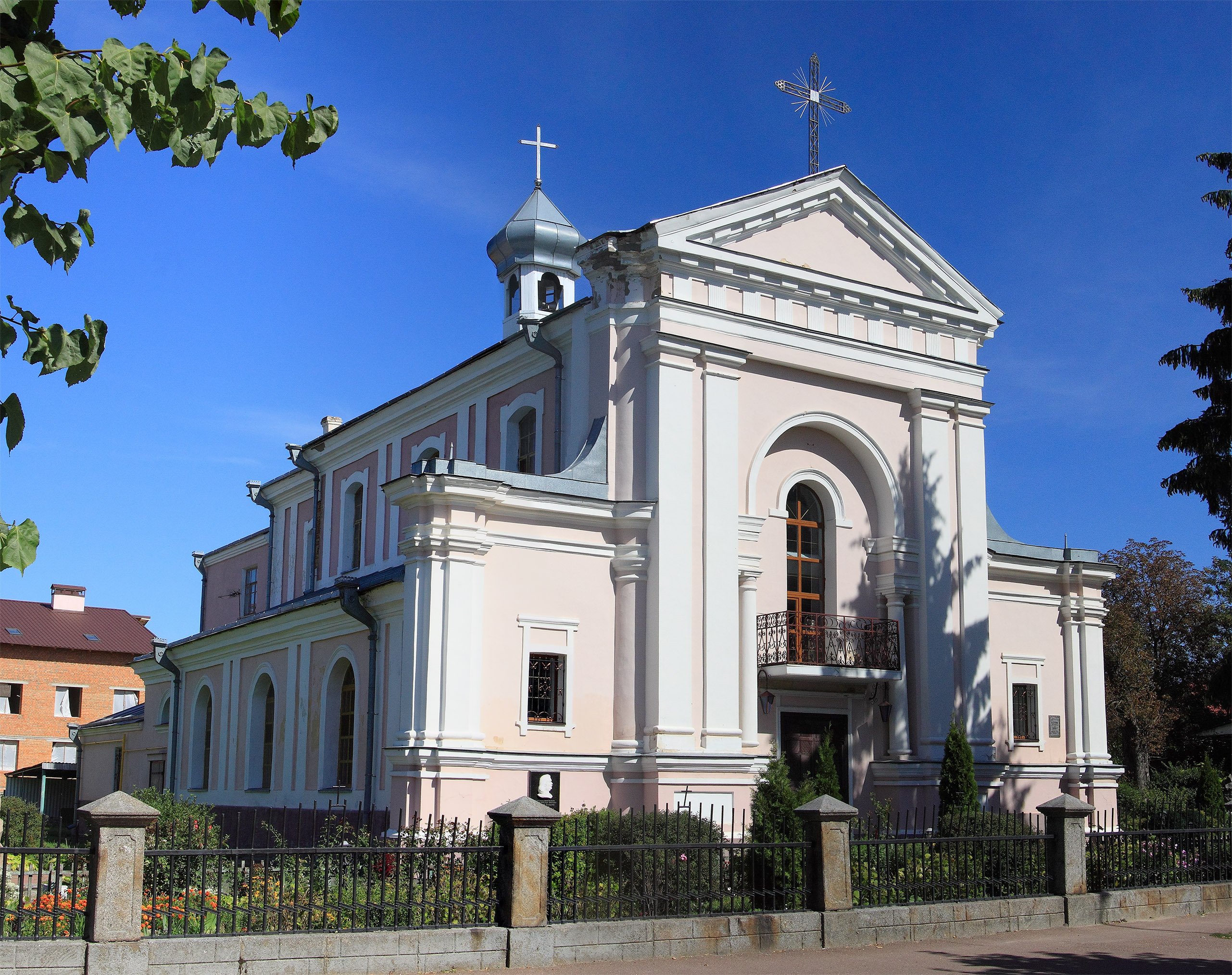
Костел святой Варвары в Бердичеве

«Только Вы должны узнать от меня о счастливой развязке великой и прекрасной драмы сердца, длившейся шестнадцать лет. Три дня тому назад я женился на единственной женщине, которую любил, которую люблю ещё больше, чем прежде, и буду любить до самой смерти».
Шафером на свадьбе был Густав Олизар. С Эвелиной Ганской Олизар состоял в родстве — ещё в 1838 году за её двоюродного брата он выдал замуж свою дочь, красавицу Людовику (1820-1882). А венчал Бальзака и Ганскую брат жены Олизара, прелат Ожаровский.
Родные братья Ганской, гордившиеся своим знатным родом и богатством, считали неприличным брак сестры с человеком совсем не знатным и живущим на литературные заработки. 
После свадьбы Эвелина навсегда покинула родину. Когда супруги приехали в Париж, Бальзак был уже тяжело болен. Эвелина преданно ухаживала за ним.

## Вдовство
Бальзак сделал свою жену единственной наследницей. Она могла отказаться от наследства, обременённого долгами, но предпочла уплатить их и лишилась почти всего своего личного состояния. Помимо того, она в течение четырёх лет поддерживала деньгами мать Бальзака, оставшуюся практически без средств и умершую в августе 1854 года. 
Её дочь Анна с мужем, польским энтомологом Ежи Мнишеком (1822-1881), продав почти все владения в Российской империи (ныне территория Украины) дяде по матери Адаму Ржевускому, обосновались в Париже, рядом с Эвелиной. Детей у Анны и Ежи не было. 

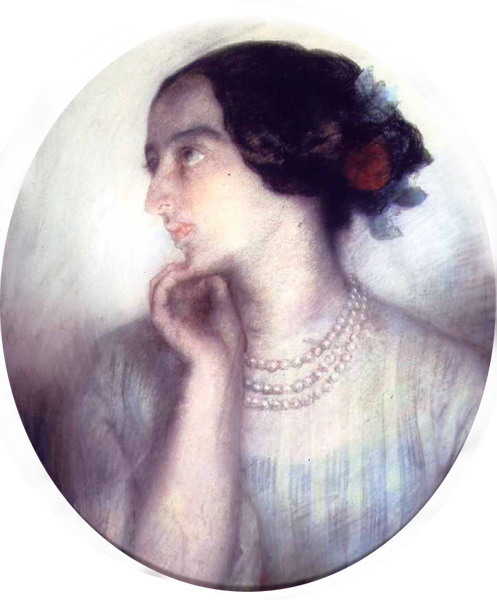
Жан Жигу. Портрет Анны Мнишек (дочери Эвелины Ганской). 1853 год

В 1850 году в Париж переехала ее сестра Каролина.
В 1851 году Эвелина познакомилась с художником Жаном Жигу, их связь продолжалась тридцать лет до её смерти.
Скончалась 10 апреля 1882 года в возрасте 77 лет и похороена на кладбище Пер-Лашез, участок 48, где в ноябре 1881 года был похоронен зять Ежи Мнишек. Дочь Анну в 1915 году также похоронили в этой могиле.